# Play Ten Interactive
Play Ten Interactive (PTI) is een onafhankelijke uitgever en ontwikkelaar van computerspellen voor de PC. Het is in 2005 opgericht en bevindt zich in Moskou, Rusland. Het bedrijf houdt zich met name bezig met het uitbrengen van computerspellen in Rusland maar het is ook betrokken bij de ontwikkeling van enkele spellen.

## Spellen in ontwikkeling
- Battle for Atlantis (ontwikkelaar: World Forge)
- Precursors (ontwikkelaar: Deep Shadows)
- The Wall (ontwikkelaar: World Forge)
- White Gold: War in Paradise (ontwikkelaar: Deep Shadows)